# Georg Fredrik I av Brandenburg-Ansbach

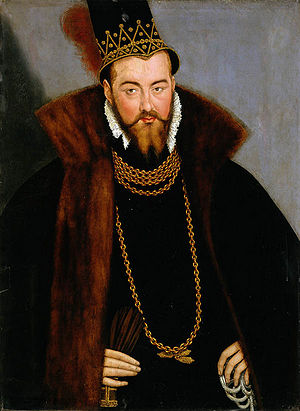
Markgreve Georg Fredrik, oljemålning av Lucas Cranach den yngre målad omkring 1565. Målningen hänger på Jagdschloss Grunewald i Berlin.

Georg Fredrik I av Brandenburg-Ansbach, även Georg Fredrik den äldre, född 5 april 1539 i Ansbach, död 25 april 1603 (g.s.) i Ansbach, var från 1543 markgreve av Brandenburg-Ansbach och hertig av Jägerndorf, från 1557 även markgreve av Brandenburg-Kulmbach och från 1577 till 1603 administrator av hertigdömet Preussen som regent för den sinnessjuke hertigen Albrekt Fredrik av Preussen.
Han var ende son till markgreve Georg av Brandenburg-Ansbach, född i dennes tredje äktenskap med Emilia av Sachsen (1516–1591) och därmed dotterson till hertig Henrik IV av Sachsen. Efter att fadern Georg avlidit redan 1543 uppfostrades han av sin mor. Georg Fredriks kusin markgreve Albrekt Alcibiades av Brandenburg-Kulmbach regerade Brandenburg-Ansbach i hans namn som förmyndare.
Han gifte sig 1558 med Elisabet av Brandenburg-Küstrin (1540–1578), dotter till markgreve Johan av Brandenburg-Küstrin. Efter Elisabets död 1578 gifte han om sig med Sofia av Braunschweig-Lüneburg (1563–1639), dotter till hertig Vilhelm den yngre av Braunschweig-Lüneburg. Båda äktenskapen blev barnlösa, och hans furstendömen delades mellan hans släktingar efter hans död. Kurfurst Joakim Fredrik av Brandenburg efterträdde honom som hertig av Jägerndorf och administrator i Preussen, medan Brandenburg-Ansbach och Brandenburg-Kulmbach tillföll kurfurstens yngre bröder, Joakim Ernst av Brandenburg-Ansbach respektive Kristian av Brandenburg-Bayreuth.